# Delta Hydrae
Delta Hydrae (δ Hydrae, förkortat Delta Hya, δ Hya) som är stjärnans Bayerbeteckning, är en dubbelstjärna belägen i den nordvästra delen av stjärnbilden Vattenormen. Den har en skenbar magnitud på 4,15 och är synlig för blotta ögat där ljusföroreningar ej förekommer. Baserat på parallaxmätning inom Hipparcosuppdraget på ca 20,3 mas, beräknas den befinna sig på ett avstånd på ca 160 ljusår (ca 49 parsek) från solen.

## Nomenklatur
I stjärnkatalogen i kalendern Al Achsasi Al Mouakket benämndes stjärnan Lisan al Shudja, som översatts till latin som Lingua Hydri, vilket betyder "ormens tunga". Delta Hydrae var, tillsammans med Epsilon Hydrae, Zeta Hydrae, Eta Hydrae, Rho Hydrae och Sigma Hydrae (Minhar al Shija), Ulugh Begs Min al Az'al, "Tillhör den obebodda platsen".
Enligt stjärnkatalogen i Technical Memorandum 33-507 - A Reduced Star Catalog Containing 537 Named Stars, var Min Al Az'al eller Minazal titeln för fem stjärnor: Delta Hydrae som Minazal I, Eta Hydrae som Minazal II, Epsilon Hydrae som Minazal III, Rho Hydrae som Minazal IV och Zeta Hydrae som Minazal V .

## Egenskaper
Primärstjärnan Delta Hydrae A är en blå till vit stjärna i huvudserien av spektralklass A1 Vnn. Den har en massa som är ca 2,9 gånger större än solens massa, en radie som är ca 2,7 gånger större än solens och utsänder från dess fotosfär ca 43 gånger mera energi än solen vid en effektiv temperatur av ca 11 000 K. Det roterar snabbt med en projicerad rotationshastighet på 285 km/s, vilket ger stjärnan en något tillplattad form med en ekvatorialradie som är 20 procent större än polarradien.
Delta Hydrae är en dubbelstjärna med en vinkelseparation på 2,6 ± 0,1 bågsekunder vid en positionsvinkel på 265,1° ± 1,0°, år 2003. Följeslagaren har en skenbar magnitud på 11,15 och kan vara källa till röntgenstrålning som  har observerats från denna plats i rymden.